# سیارک ۲۵۰۲
سیارک ۲۵۰۲ (به انگلیسی: 2502 Nummela، نامگذاری:1943EO) دو هزار و پانصد و دومین سیارک کشف شده‌است که در ۳ مارس ۱۹۴۳ کشف شد.
قدر مطلق سیارک برابر ۱۱٫۷۰ است.